# Токати
То́кати  (яп. 十勝岳 Токати-дакэ, «Пик Токати») — вулкан на японском острове Хоккайдо. Является частью национального парка Дайсэцудзан и популярным туристическим объектом. На вершину проложено четыре туристические тропы.
Высота пика составляет 2077 метров. В настоящее время вулкан является слабоактивным — последнее извержение произошло в 2004 году.